# A Death Note epizódjainak listája

A Death Note anime magyar DVD-kiadása 1. lemezének borítója

Ez a lista a Death Note című animesorozat epizódjainak felsorolását tartalmazza. A sorozatot Óba Cugumi és Obata Takesi azonos című mangája alapján a Madhouse Studios készítette el Araki Tecuró rendező és Inoue Tosiki forgatókönyvíró közreműködésével. A sorozat cselekménye Jagami Light, egy középiskolai diák tetteit követi nyomon, akinek birtokába kerül egy természetfeletti erővel rendelkező jegyzetfüzet, a „Halállista”. A lista azzal a hatalommal ruházza fel birtokosát, hogy bárkit meggyilkolhasson, akinek ismeri az arcát és a nevét leírja a füzetbe. Light a jegyzetfüzet segítségével meg akarja tisztítani az emberi társadalmat a gonoszoktól és istenként uralkodni az általa teremtett új világ felett.
A Death Note egyes epizódjai körülbelül 23 percesek és 16:9-es képarányban készültek. A sorozatot először a Nippon TV sugározta Japánban 2006 októbere és 2007 júniusa között. Észak-Amerikában a sorozat Download to Own (DTO) és Download to Rent (DTR) jogait a Viz Media szerezte meg. Az egyes epizódokat 2007 májusától kezdődően tette elérhetővé az interneten az IGN Direct2Drive fizetős szolgáltatásán keresztül japán szinkronhanggal és angol felirattal. A Death Note televíziós premierje a Cartoon Network Adult Swim műsorblokkjában volt 2007. október 20-án este 12 órakor.
A sorozat két főcímdalt és három zárófőcímdalt használ. Az első főcímdal, amely az anime első 19 epizódjában hallható, a the World a Nightmare előadásában, a második főcímdal, amely az utolsó 18 epizódban hallható, a What’s up, people?! a Maximum the Hormone előadásában. Az első zárófőcímdal a sorozat első 19 epizódjában a Nightmare Aluminia című dala. A második, a 20. epizódtól a 36-ig a Maximum the Hormone Zecubó Billy című száma. Hirano Josihisza Coda ～ Death Note című száma a sorozat utolsó zárófőcímdala, amely a 37. befejező epizód végén hallható.
Az animesorozat Japánban 13 DVD-lemezen jelent meg 2006 és 2007 decembere között a Madhouse Studios kiadásában. A sorozat Észak-Amerikában 9 lemezen jelent meg a Viz Media kiadásában 2007 novembere és 2009 februárja között. A Viz a sorozat első, öt lemezt tartalmazó dobozos kiadását, amely a Death Note első húsz epizódját tartalmazta, 2008. november 18-án adta ki. Mindkét kiadó az egyes lemezek limitált kiadása mellé egy különleges, a sorozat egyik szereplőjét ábrázoló figurát is ajándékozott. A sorozat magyar DVD-kiadását az Elemental Media & Merchandising jelentette meg. A sorozat első lemeze a Death Note első négy epizódjával, valamint a sorozat első 20 epizódját tartalmazó digipak-csomag 2008. december 15-én jelent meg az Animekarácsony rendezvényen. A második, 21-37 részeket tartalmazó digipak-csomag pedig 2010. január 11-én jelent meg.

## Az epizódok listája
| # | Epizód címe                                     | Első japán sugárzás | Első magyar sugárzás |
| --- | ----------------------------------------------- | ------------------- | -------------------- |
| 1 | Új élet Sinszei (新生; Hepburn: Shinsei)        | 2006. október 3.    | 2008. február 7.     |
| Ryuk, az egyik sinigami a halálistenek birodalmában halálosan unatkozik. Ugyanebben az időben a földi világban Jagami Light, egy kimagaslóan intelligens középiskolás diákot, szintén untat és undorít az őt körülvevő sekélyes és felszínes világ. Másnap Light rábukkan egy különös jegyzetfüzetre, a „Halállistára”, amelynek használati utasítása azt állítja, hogy az az ember, akinek a nevét beleírják, meghal. Light eleinte kételkedik a lista valódiságában, ám kíváncsiságból kipróbálja. Mire a lista eredeti tulajdonosa, Ryuk, aki szórakozásból hagyta el azt, a Földön felkeresi Lightot. A fiú már tudatosan használja a listát, hogy megtisztítsa a társadalmat a gonoszoktól és, hogy később istenként uralkodjon az általa teremtett új világ felett. |                                                 |                     |                      |
| 2 | Összecsapás Taikecu (対決; Hepburn: Taiketsu)   | 2006. október 10.   | 2008. február 7.     |
| A Kira néven emlegetett sorozatgyilkos, vagyis Light tevékenységének híre, hogy sorra gyilkolja az ismert bűnözőket egyre terjed. Az Interpol tanácstalanul áll a világméretű jelenség előtt, azonban L, a világ leghíresebb nyomozója, akit még senki sem látott és a valód nevét sem ismerik, bejelentkezik egy laptopon keresztül és bejelenti, hogy már dolgozik az ügyön. Néhány nappal később Light egy tévéadásra lesz figyelmes, melyben egy magát L-nek nevező, nevét és arcát felfedő férfi azt nyilatkozza, hogy Kira velejéig gonosz és, hogy el fogja kapni. Light meggyilkolja a férfit a listával, de néhány másodperccel később arc nélkül és torzított hanggal a valódi L-kerül adásba és elárulja, hogy ez csak csapda volt Kira számára, amellyel sikerült leszűkíteni a rejtélyes gyilkos tartózkodási helyét. |                                                 |                     |                      |
| 3 | Az alku Torihiki (取引)                         | 2006. október 17.   | 2008. február 14.    |
| L kikövetkezteti, hogy Kira nagy valószínűséggel egy diák lehet. Időközben kiderül, hogy a nyomozást vezető rendőrtiszt, Jagami Szóicsiró Light édesapja. Light feltöri apja számítógépét és megtudja, hogy a rendőrség már egy diákra gyanakszik a halálestek bekövetkeztének időpontja alapján. Light ezután időpontokat is feljegyez a halállistába a beírt nevek mellé, ezzel megzavarva az elméletet, hogy így előcsalogassa L-t, hogy megölhesse. L gyanítja, hogy Kira szabadon tudja manipulálni a halál időpontját és hozzáfér a rendőrség adataihoz, így feltehetően a rendőrök rokonai között kell keresnie őt. Eközben egyre több rendőr száll ki az ügyből, mivel féltik saját és családjuk életét. Light megtudja Ryuktól, hogy már napok óta követik és azt, hogy ha lemond hátralévő élete feléről megkaphatja a halálistenek szemét, mellyel azonnal megtudhatná az őt követő férfi nevét. |                                                 |                     |                      |
| 4 | Üldözés Cuiszeki (追跡; Hepburn: Tsuiseki)      | 2006. október 24.   | 2008. február 14.    |
| Light visszautasítja a halálistenek szemét, melynek ára hátralévő életének fele lenne. Ehelyett rabokon kezd kísérletezni, hogy megtudja, milyen mértékig képes befolyásolni áldozatai halála előtti cselekedeteit. Miután L tudomást szerez a rabok halálának körülményeiről, hamar rájön, hogy Kira feltehetően kísérletezett rajtuk. Light üzeneteket hagyott hátra a rabokkal, amiknek azonban semmi értelmük és csak össze akarja zavarni vele a nyomozást. Eközben kivitelezi valódi tervét, hogy kiderítse követője nevét. A lista segítségével egy menekülő bankrablóval eltérített egy buszt, melyen ő és követője, Raye Penber FBI ügynök utazik. Light a csellel cselekvésre kényszeríti a férfit és arra, hogy igazolja magát előtte. A túszdráma végén a bankrablót Light balesettel öli meg, nem pedig szívrohammal, ahogyan azt korábbi áldozataival tette, hogy az esetet ne hozhassák Kirával összefüggésbe. |                                                 |                     |                      |
| 5 | Taktikázás Kakehiki (駆引)                      | 2006. október 31.   | 2008. február 21.    |
| Light úgy dönt, hogy óvatosságból vár egy hetet az ügynök meggyilkolásával. A következő héten Light egy metróállomáson kényszeríti Penbert, hogy kövesse az utasításait. A listából kitépett lapra leíratja vele felettese nevét, melyre ő már előzőleg felírta annak halála időpontját és az az előtti tetteit. Penber kisvártatva laptopján megkapja a többi ügynök adatait, melyet főnöke a Light által leírtak szerint elküldött a többi ügynöknek is. Light ezután arra kényszeríti, hogy figyelmesen nézze végig az ügynökök fényképeit és nevüket jegyezze fel az adott lapokra, ahogyan az főnöke nevével is tette. Light így Penberrel ölette meg ügynöktársait. Nem sokkal ezután az egyik állomáson Penber is összeesik és szívrohamban meghal. Az ügynökök haláláról értesülve L rádöbben, hogy Kira csak félrevezette az üzenetekkel. A nyomozócsapat bizalma kezd megingani L-ben, aki felajánlja nekik, hogy a körülményekre való tekintettel kész szemtől szembe találkozni velük. |                                                 |                     |                      |
| 6 | Forró nyomon Hokorobi (綻び)                    | 2006. november 7.   | 2008. február 28.    |
| A megmaradt, továbbra is az ügyön dolgozó öt rendőrtiszt, köztük Light apja is, megérkezik L tartózkodási helyére, ahol némiképp meglepődnek a mesternyomozó különc kinézetén és szokásain. L rögtön megtiltja, hogy a megbeszéléseikről bármiféle feljegyzést készítsenek és elmondja nekik feltételezéseit Kiráról, akit gyerekesnek tart, mivel gyűlöl veszíteni, akárcsak ő maga is. L, aki saját magát hibáztatja a meggyilkolt FBI-ügynökök miatt, az azok által megfigyelt személyeken belül még jobban leszűkíti a lehetséges gyanúsítottak körét. Eközben a megboldogult Raye Penber menyasszonya, Miszora Naomi, aki szintén FBI-ügynök volt, egyre többet derít ki vőlegénye gyilkosának módszeréről. Light a rendőrségen találkozik Miszorával, és miután megtudja, hogy a nő az általa csapdába csalt ügynök menyasszonya, azonnal fenyegetve érzi magát tőle. |                                                 |                     |                      |
| 7 | Borús ég Donten (曇天)                          | 2006. november 14.  | 2008. február 28.    |
| Light megpróbálja megölni Miszorát a lista segítségével, de nem sikerül neki, mivel a nő hamis néven mutatkozott be neki. Eközben L jobbkeze, Vatari hamis igazolványokat oszt ki a nyomozócsapat tagjainak, hogy óvatosságból ne kelljen valódi nevüket használniuk. Ryuk ismét felajánlja Lightnak a halálistenek szemét, hogy megtudja a nő valódi nevét, de Light ismét visszautasítja. Kihasználva a nő elhivatottságát, hogy ő maga találja meg Kirát, Light azt hazudja neki, hogy apja mellett ő is az ügyön dolgozik és be tudja szervezni a nyomozócsapatba. Ehhez csupán egy hiteles igazolványra van szüksége. Miszora megbízik Lightban és megmutatja neki a jogosítványát. Light azonnal felírja a nő nevét a füzetből kitépett lapra. Miután ezzel megpecsételte a nő sorsát Light elárulja neki, hogy ő Kira, Miszora pedig a lista hatása alatt elsétál egy szimbolikusan megjelenő akasztófa felé. |                                                 |                     |                      |
| 8 | Nézőpont Meszen (目線; Hepburn: Mesen)          | 2006. november 21.  | 2008. március 6.     |
| L a Raye Penber halálát rögzítő biztonsági kamerák felvételeit tanulmányozva arra a következtetésre jut, hogy az ügynök a metrón találkozhatott Kirával. Ezután arról is értesül, hogy Penber jegyesének, Miszorának nyoma veszett. Ebből kiindulva L ismét leszűkíti a megfigyelt személyek névsorát két családra, köztük a Jagami családra is. Light azonban hamar felfedezi, hogy kamerákat szereltek a szobájába és feltehetően az egész lakásba, így színészkedni kezd megfigyelői előtt. L azt várja, hogy Kira olyan személyt gyilkoljon meg, akiről Light csak azóta szerezhetett tudomást mióta megfigyelik. Light a szobájában tanulást színlel és egy chips-es zacskóba rejtett apró televízión keresztül a híradóból szemeli ki új áldozatát, akit azonnal meg is gyilkol. Szóicsiró értesülve az újabb áldozatról fellélegzik, hogy fia nem tehette, hiszen mindvégig szemmel tartották, L azonban továbbra is gyanakvó marad Lighttal szemben. |                                                 |                     |                      |
| 9 | Találkozás Szessoku (接触; Hepburn: Sesshoku)   | 2006. november 28.  | 2008. március 6.     |
| Light továbbra is óvatos marad és csak a házon kívül használja a listát azokon a bűnözőkön akinknek a nevét és arcát korábban megjegyezte. L, mivel nem találtak semmi gyanúsat, eltávolíttatja a kamerákat mindkét család lakásából, de továbbra is köztük sejti Kirát. Light nyugtázza, hogy a lakásból eltávolították a kamerákat és már azt tervezi, hogy apján keresztül fogja megölni L-t. Light egyetemi felvételije alkalmával, korábbi szokásai ellenére, L is feltűnik és beszélgetni kezd Lighttal. A fiú csodálkozik, hogy Rjúga Hideki, egy népszerű fiatal színész néven bemutatkozó idegen mennyi mindent tud róla és apjáról. Light azonban akkor lepődik meg a legjobban, amikor „Rjúga” elárulja, hogy ő valójában L és, hogy szeretné ha Light is segítené a nyomozást. Miután Light hazaér, önuralmát elveszítve tombolni kezd, hogy L így sarokba szorította, hiszen ha meg is tudná L valódi nevét, nem ölhetné meg, mert ő lenne a legelső gyanúsított. |                                                 |                     |                      |
| 10 | Gyanú Givaku (疑惑)                             | 2006. december 5.   | 2008. március 13.    |
| L kihívja egy „barátságos” teniszmeccsre Lightot. Eközben kiderül, hogy a nyomozás már négy hónapja folyik Kira ellen. Light úgy dönt, ő fog lépni elsőnek és megnyeri a meccset. L elárulja Lightnak, hogy őt is gyanúsítja, hogy ő Kira, bár szeretné ha nem ő lenne az, hogy segíteni tudja a nyomozást. L a Kira által hátrahagyott üzenetekkel teszi próbára Lightot, amely során a gyanúja, hogy Light Kira „1%-ról 3%-ra nő”, de ennek ellenére is azt szeretné, ha csatlakozna a nyomozáshoz. Light rájön, hogy így L nem csupán a segítségét kéri, hanem egyúttal jobban is szemmel akarja tartani őt. Light visszautasítja a kérést, mondván nem tudhatja, hogy L nem pont Kira. Hirtelen telefonhívást kapnak, hogy Light apját szívroham érte. Apja kórházi ágyánál Light úgy dönt, hogy lejátssza az aggódó fiút, és beleegyezik, hogy csatlakozik a nyomozócsapathoz. Eközben egy tévétársaság rendezője levelet kap „Kirától”, aki azt követeli, hogy tegyék adásba üzenetét, különben megöli a társaság dolgozóit. |                                                 |                     |                      |
| 11 | Behatolás Tocunjú (突入; Hepburn: Totsunyū)     | 2006. december 12.  | 2008. március 13.    |
| L és a nyomozócsapat Miszora Naomi feltételezett haláláról beszélnek, mivel sem a nő, sem pedig a holtteste nem került elő. Vatari értesíti őket, hogy a Sakura TV-n Kira üzenetet küldött és túszul ejtette a csatorna dolgozóit. Kira, hogy bizonyítsa erejét meggyilkol néhány embert, L pedig utasítás ad, hogy szakítsák meg az adást. Ukita Hirokazu, a nyomozócsapat egyik tagja a helyszínre siet és szintén Kira áldozatául esik több más rendőrrel együtt. Kira az üzenetben négy napot ad, hogy a rendőrség eldöntse támogatja-e őt az „új világ” megalkotásában. L Ukita halálából arra következtet, hogy Kira a tévétársaság környezetében lehet és csupán arc alapján is képes ölni. Jagami Szóicsiró a kórházból elrohanva, arcát elfedve egy kockázatos akció keretei között megállítja a sugárzást és elkobozza a Kira által küldött kazettákat. Light a tévén követi az eseményeket és nem tetszik neki, hogy valaki az ő nevében ártatlanokat is gyilkol. A másik Halállistát birtokló személy ugyanakkor birtokolja a halálistenek szemét, és így rá nézve is veszélyt jelenthet, ha elfogják. Eközben L is rájön, hogy az üzenetet egy másik Kira küldte. Az epizód végén kiderül, hogy a hamis Kira egy Misza nevű fiatal lány. |                                                 |                     |                      |
| 12 | Szerelem Koigokoro (恋心)                       | 2006. december 26.  | 2008. március 20.    |
| L beveszi Lightot a nyomozócsapatba. Azt tervezi, hogy a második Kirát egy hamis üzenettel fogják csapdába csalni az elsőtől, mivel úgy véli, a második nem túl eszes és emellett isteníti az első Kirát. Light legnagyobb meglepetésére L rá bízza, hogy írja meg Kira hamis üzenetét, amelyben Light azt üzeni a második Kirának, hogy nem jó szemmel nézte az ártatlan áldozatok halálát, de megbocsát, ha a második ezután mindenben követni fogja az utasításait. Misza azonnal válaszol az üzenetre, melyben megemlíti a halálisteneket és a szemük erejét is. Light elszörnyedve hallgatja a második Kira ostobaságát és azzal próbálja korlátozni a károkat, hogy azt mondja L-nek, hogy a szemet és a halálistent átvitt értelemben kell érteni. L azonban nem egészen hisz ebben, mégis úgy véli, hogy most hagyni kell, hogy az első és a második Kira önállóan lépjen, mivel az első mindenáron meg akarja majd akadályozni, hogy a második a rendőrség fogságába kerüljön. Eközben Rem, Misza halálistene elmondja a lánynak, hogy egy halálistent csak úgy lehet megölni ha ráveszik, hogy olyan embert öljön meg, akinek a halálával közvetlenül megmenti egy másik életét.                                                            |                                                 |                     |                      |
| 13 | Vallomás Kokuhaku (告白)                        | 2007. január 9.     | 2008. március 20.    |
| A második Kira találkozót kér az elsőtől és egy határidőnapló lapjait küldi az üzenettel. L és Light is hamar megfejtik az elrejtett találkozó helyét és idejét. Leadják a tévében az első üzenetét, majd rá a választ, hogy az első Kira beleegyezett a találkozóba. Light vállalja, hogy elvegyül a tömegben és megfigyeli a találkozót. L beleegyezik, de titokban Lightot is megfigyelteti. Misza álruhában figyeli az embereket a találkozó napján, Lightot pedig azonnal felismeri mint Kirát, mivel a halálistenek szemével egyedül az ő halálának időpontját nem észleli, de végül úgy dönt, hogy saját magát még nem fedi fel előtte. Másnap a második Kira bejelenti a tévében, hogy megtalálta a valódi Kirát. Light nem tudja elképzelni, hogy ez hogyan történhetett meg, L-ben pedig megnő a gyanú, hogy a valódi Kira Light. L figyelmeztető üzenetet küld a második Kirának, hogy az eredeti csak ki fogja használni és végül megöli őt. Misza azonban nem hallgat erre, felkeresi Lightot és teljesen aláveti magát a fiú parancsainak. |                                                 |                     |                      |
| 14 | Jóbarát Tomodacsi (友達; Hepburn: Tomodachi)    | 2007. január 16.    | 2008. március 27.    |
| Light úgy dönt, hogy mielőtt végez Miszával kihasználja a lányt, hogy végezzen L-lel. Megbízza Miszát, hogy küldjön egy utolsó üzenetet a tévétársaságon keresztül, melyben megígéri, hogy többé nem használja Kira nevét. Misza cserébe azt kéri, hogy Light legyen a fiúja, Light ebbe azonban nem akar belemenni. Mikor Light megfenyegeti Miszát, hogy ha nem engedelmeskedik neki mindenben meg fogja ölni. Rem erre a lány védelmére kel és kijelenti, hogy ha Light ezt megpróbálja, végezni fog vele. L az üzenetből azonnal arra következtet, hogy a második Kirának sikerült felvennie a kapcsolatot az eredetivel. Light következő találkozása alkalmával Miszával megkéri a lányt, hogy a „boldogságuk” érdekében szóljon Remnek, hogy ölje meg L-t. Light meglepetésére Rem Misza miatt beleegyezik még annak ellenére is, hogy az kezdettől fogva átlát rajta és gyűlöli őt. |                                                 |                     |                      |
| 15 | A tét Kake (賭け)                               | 2007. január 23.    | 2008. március 27.    |
| Light az egyetemen találkozik L-lel. Hirtelen feltűnik Misza is, aki már nem bírta ki Light nélkül. Light először megrémül, aztán meglátja a lehetőséget, hogy Miszát felhasználva megtudja L valódi nevét. L álnéven mutatkozik be Misza pedig meglepődik, hiszen ő látja L valódi nevét. Még mielőtt a lány elárulhatná magát Light közbelép. L váratlanul hízelegni kezd Miszának, Light pedig igyekszik eltávolítani őket egymástól. Misza távozása után Light megpróbálja felhívni a lányt, hogy megtudja L valódi nevét, de a hívás L-nél csöng ki, aki azt állítja, hogy találta a telefont. L kap egy másik hívást is, amely után tájékoztatja Lightot, hogy elfogták Miszát, mivel azt gyanítják, hogy ő a második Kira. Misza napokkal az elfogása után lemond a lista tulajdonjogáról, így elveszíti minden emlékét is vele kapcsolatban. Rem felkeresi Lightot és megfenyegeti, hogy ha nem szabadítja ki a lányt, megöli őt. |                                                 |                     |                      |
| 16 | A döntés Kecudan (決断; Hepburn: Ketsudan)      | 2007. január 30.    | 2008. április 3.     |
| L értetlenül áll Misza személyiségváltozása előtt, aki mióta lemondott a listáról az hiszi, hogy egy zaklató tartja fogságban. Eközben Light visszaadja Remnek a lány listáját, Ryuknak pedig meghagyja, hogy ha legközelebb kimondja az „eldobom”-szót ő is lemond sajátjáról. Light saját maga ellen hoz fel bizonyítékokat L előtt, azt állítva, hogy tudat alatt valóban ő lehet Kira, ahogyan azt L mindig is sejtette. L nem tudja mire vélni a dolgot, de Lightot is bezáratja. Szóicsiró szintén azt kéri L-től, hogy zárja be őt is, mert nem tud felelősséget vállalni a tetteiért, ha kiderülne, hogy a fia Kira. Egy hét múlva Light egy párbeszédbe szőve kiejti az „eldobom”-szót és ezzel lemond a listájáról. Személyisége azonnal megváltozik, mely újabb meglepetést okoz L-nek. A gyilkosságok Light bezárása óta először a 15. napon kezdődnek újra, ennek ellenére L úgy dönt, hogy erről még nem tájékoztatja Lightot. |                                                 |                     |                      |
| 17 | A kivégzés Sikkó (執行; Hepburn: Shikkō)        | 2007. február 6.    | 2008. április 3.     |
| Misza listáját Rem egy férfinak adta, azzal a feltétellel, hogy gyilkoljon meg bizonyos bűnözőket. Light rabságának ötvenedik napján a nyomozók győzködésére L dönt a foglyok további sorsáról. Három nap múlva, miközben Szóicsiró fiát és Miszát egy kocsiban kivégzésük helyszínére szállítja leáll az út mellett és saját kezével akar véget vetni fia és saját életének. Szóicsiró fia fejéhez szorítja fegyverét és meghúzza a ravaszt, de kiderül, hogy az egész L tesztje volt, hogy kikényszerítse Kirát Miszából vagy Lightból. Annak ellenére azonban, hogy Szóicsirót egyikőjük sem gyilkolta meg, továbbra is szkeptikus marad. Lightot magához bilincselve engedi, hogy vele dolgozzon az ügyön, Misza mellé pedig az egyik nyomozót, Macudát osztja be, mint a lány új menedzserét. Eközben a Yotsuba vállalat nyolc emberből álló belső köre azon tanácskozik, hogy előmenetelük érdekében kit gyilkoljanak meg legközelebb, mivel úgy tűnik Kira mostantól bérgyilkosságot is elvállal. |                                                 |                     |                      |
| 18 | Társak Nakama (仲間)                            | 2007. február 13.   | 2008. április 10.    |
| A nyomozócsapat átköltözik az L által építtetett új irodaépületbe. L-t megviselte, hogy Lightot és Miszát nem tudta falhoz állítani annak ellenére, hogy tudja ők voltak az eredeti és a második Kira. Feltételezi, hogy Kira ereje átruházható, mely után az erővel együtt az emlékek is eltűnnek az előző birtokosból. L-be Light próbál erőt önteni, hogy folytatni tudják a nyomozást. Light két hónap múlva felfedezi, hogy számos olyan ember is életét vesztette, akiknek a halála a Yotsuba cégnek kedvezett, és Kira csak azért öl bűnözőket, hogy ezeket a gyilkosságait fedezze. Közben értesülnek róla, hogy a rendőrség kiszáll a nyomozásból, mivel Kira azt a feltételt szabta meg cserébe, hogy ne gyilkoljon meg politikusokat. L csapatának tagjai úgy döntenek, hogy kilépnek a testülettől, hogy tovább folytathassák a nyomozást. Az egyetlen kivétel Aizava, aki nehéz szívvel, de családja miatt nem meri kockára tenni állását. L további két embert szervez be a csapatba, a szélhámos Aibert és a tolvaj Wedy-t |                                                 |                     |                      |
| 19 | Matsuda Macuda (松田; Hepburn: Matsuda)         | 2007. február 20.   | 2008. április 10.    |
| Macuda haszontalannak érzi magát a csapatban és úgy dönt, hogy magánakcióba kezd. Besurran a Yotsuba irodaépületébe és kihallgatja a belső nyolc férfi beszélgetését a következő tervezett gyilkosságról. Macudát azonban felfedezik, de sikerül elhitetnie, hogy ő csak menedzserként Misza Miszát akarja eladni a cég reklámjaihoz. Ennek ellenére azonban nem akarják futni hagyni és a meggyilkolását tervezik. Mielőtt azonban cselekedhetnének L és a nyomozócsapat segítségével Macudának sikerül az színlelnie, hogy részegen halálos balesetet szenved. Másnap Aiber a világ második legnagyobb nyomozója, „Eraldo Coil” nevén felhívja a társaság egyik tagját, hogy felajánlja szolgálatait L felkutatásában. A csoport egyik tagja pánikba esik és ki akar lépni, a többiek pedig kinevetik, mondván holnapra már úgyis halott lesz. Néhány nap múlva Wedy-nek sikerül megfigyelőkamerát telepíteni a tanácstermükbe, melyen látható, hogy a csoport már csak hét személyből áll. |                                                 |                     |                      |
| 20 | A hamisítvány Koszoku (姑息; Hepburn: Kosoku)   | 2007. február 27.   | 2008. április 17.    |
| L és a nyomozócsapat megfigyelik a Yotsuba embereinek tárgyalását, amin a következő áldozataikat jelölik ki. Mindenki úgy véli, ez elég bizonyíték a letartóztatásukra, L azonban még várni akar. Light nem akarja feleslegesen feláldozni a kijelölt embereket és azt javasolja, hogy hívják fel a belső kör egyik tagját és tegyenek neki ajánlatot. L beleegyezik, Light pedig L nevében felhívja Namikavát és felvilágosítja, hogy az egész szobát lehallgatják. Azt ajánlja neki, hogy halassza el a kijelölt személyek halálának időpontját. Ha ezt nem teszi meg, azonnal letartóztatják mindegyiküket. Namikava, lévén nincs más lehetősége beleegyezik. Szóicsiró továbbra is a felvételek segítségével akarja rács mögé juttatni a csoportot, L viszont úgy dönt, ettől független külön nyomozásba kezd, amelyhez Miszát, és rajta keresztül Lightot használja fel. |                                                 |                     |                      |
| 21 | Akcióban Kacujaku (活躍; Hepburn: Katsuyaku)    | 2007. március 6.    | 2008. április 17.    |
| Aiber Coil szerepében azt javasolja a Yotsuba csoportnak, hogy alkalmazzák és kérdezzék ki Amane Miszát, mivel a lány kapcsolatban állt L-lel. A csoport úgy dönt, hogy Coilt is meghívják a lány állásinterjújára. A harmadik Kira eközben rájön, hogy Misza volt a második Kira, így azt tervezi, hogy kihasználja a lányt, majd pedig megöli. Az L által felkészített Miszát új álmenedzsere, Mogi Kanzó kíséri a Yotsuba irodaépületbe, ahol már Coil is elfoglalta a helyét a kérdezőbizottságban. Mikor Misza kimegy a mellékhelyiségbe, Rem, hogy megóvja a lányt, hozzáérinti régi Halállistája egy fecnijét, melytől ugyan nem térnek vissza az emlékei, de megláthatja Remet. Rem figyelmezteti a lányt, hogy veszélyben az élete és elmondja neki, hogy Light az eredeti Kira. Rem azt is megmutatja neki, hogy a harmadik Kira Higucsi Kószuke. Misza Rem segítségével meggyőzi Higucsit, hogy még mindig birtokában van Kira erejének. Higucsi vallomását pedig, hogy ő a harmadik Kira rögzíti és megmutatja a nyomozóknak. |                                                 |                     |                      |
| 22 | Csapdába űzve Júdó (誘導; Hepburn: Yūdō)        | 2007. március 13.   | 2008. április 24.    |
| Misza magánakciójától L nincs igazán elragadtatva, mivel annak ellenére, hogy a lány bebizonyította, hogy Higucsi Kira, ettől még nem tudták meg a gyilkosságok elkövetésének a módját. L ezért a megfigyelést kizárólag Higucsira korlátozza. Emellett ismét megkérdezi Lightot, hogy emlékszik e rá, hogy ő hogyan gyilkolt, és hogy ebből az elméleti feltevésből mi lenne az ő következtetése. Light véleménye szerint is, ha ebből indulnak ki, akkor ő akarhatta, hogy Kira ereje valaki másra szálljon át. L egyetért ezzel és egy olyan irányított helyzetet akar létrehozni Higucsi számára, hogy neki ne legyen lehetősége továbbadni Kira erejét. A Yotsuba csoport többi tagját, Misza halottnak tettetett menedzserének rejtélyes visszatérését és egy Kirát leleplező tévéadást felhasználva L és a nyomozócsapat megpróbálja cselekvésre kényszeríteni Higucsit. |                                                 |                     |                      |
| 23 | Őrült hajsza Kjószó (狂騒; Hepburn: Kyōsō)      | 2007. március 20.   | 2008. április 24.    |
| Higucsi elkeseredetten próbálja megtudni a halottnak hitt menedzser valódi nevét, aki a Sakura TV rendszeres Kira-adásában akarja leleplezni őt. Mikor az idő és a körülmények szorítása miatt már képtelen megszerezni a nevet, odaadja hátralévő életének a felét, hogy Rem átadja neki a halálistenek szemét. Eközben L és Light a kocsiba telepített lehallgatókon és kamerákon keresztül tanúi lesznek, ahogyan Higucsi egy láthatatlan valakihez, Remhez beszél. Higucsinak sikerül megszöknie a tévéstúdióban felállított csapdából és tovább menekülnie. L, Light és Vatari helikopteren viszik üldözőbe a férfit, aki végül beleütközik a rendőrök által felhúzott kordonba. Végső elkeseredésében megpróbálja főbe lőni magát, de Vatari ebben megakadályozza. |                                                 |                     |                      |
| 24 | Feltámadás Fukkacu (復活; Hepburn: Fukkatsu)    | 2007. március 27.   | 2008. május 1.       |
| A nyomozócsapat elfogja Higucsit, aki elárulja, hogy a Halállista segítségével gyilkolt. Amint a nyomozók megérintik a listát, Rem számukra is láthatóvá válik. Miután Light is megérinti a listát emlékei azonnal visszatérnek és még mielőtt Higucsit elvezethetnék, megöli őt a lista erejével, ahogyan azt még korábban eltervezte, amikor lemondott a listáról. A listához Ryuk Light kérésére még korábban hozzáadott két hamis szabályt, amely megakadályozza, hogy a rendőrök elpusztítsák a listát, és hogy Lightot és Miszát továbbra is gyanúsítottként kezeljék. L azonban továbbra is kételkedik, de a bizonyítékok fényében kénytelen elengedni mindkettejüket. Light megbízza Miszát, hogy keresse meg a másik elrejtett listát, majd pedig ölje meg L-t. A lány azonban már nem emlékszik L valódi nevére, így ismét feláldozza hátralévő életének felét a halálistenek szeméért. |                                                 |                     |                      |
| 25 | Némaság Csinmoku (沈黙; Hepburn: Chinmoku)      | 2007. április 3.    | 2008. május 1.       |
| Misza Light utasítására ismét elkezdi gyilkolni a bűnözőket, míg L-ben kételyt ébreszt afelől, hogy megbízhat-e a lista szabályainak hitelességében és egy halálisten szavában. Rem felismeri, hogy az új Kira Misza lehet és hogy Light kezdettől fogva ezt tervezte, mivel tudta, hogy ő nem fogja engedni, hogy a lánynak bármi baja essen. L bejelenti, hogy halálraítélteken fogja kipróbálni a lista azon szabályát, hogy annak tulajdonosa meghal, ha tizenhárom napon belül nem jegyez fel újabb nevet rá. Mivel ez Misza lelepleződéséhez és így halálához vezetne Rem megöli Vatarit és L-t, majd ő maga is homokká válik, mivel ezzel meghosszabbította egy halandó, Misza életét. Light pánikot színlel és kirohan a szobából, valójában azért hogy megszerezze a halott Rem listáját is. Light megesküszik apja és a többi nyomozó előtt, hogy megbosszulja Vatari és L halálát, valójában azonban arra készül, hogy bevégezze eredeti tervét és az új világ istenévé váljon. |                                                 |                     |                      |
| 26 | Újjászületés Szaiszei (再生; Hepburn: Saisei)   | 2007. április 10.   | 2008. május 8.       |
| A nyomozócsapat rájön, hogy a megboldogult Vatari valódi neve Quillsh Wammy volt, egy tehetős feltaláló, aki számos árvaházat alapított világszerte. Light készít egy másolatot arról a hangról, amit L és Vatari használt, hogy így el tudják hitetni a világgal, hogy azok még mindig élnek és tovább tudják folytatni a nyomozást. Light úgy tesz mintha nem akarná magára vállalni L szerepét, de végül beleegyezik. Ezután ismét elkezdi gyilkolni a bűnözőket, és azokat akik számára veszélyt jelenthetnek, így megöli a Yotsuba csoport megmaradt tagjait és a nyomozást segítő Aibert és Wedy-t is. Valamivel később Light a rendőrségbe is belép, a világ addigra pedig két részre szakad; az egyik fele nyíltan elítéli, a másik fele nyíltan támogatja Kirát. L régi számítógépe üzenetet küld az egyik Vatari által alapított árvaházba, amely csupán annyi, hogy „L halott”. Az üzenetet megkapó férfi, Roger, bejelenti a hírt két fiatal fiúnak. |                                                 |                     |                      |
| 27 | Emberrablás Júkai (誘拐; Hepburn: Yūkai)        | 2007. április 17.   | 2008. május 8.       |
| Mello, az egyik fiatal fiú, akivel Roger közölte a hírt hisztérikusan reagál, míg Near, a másik fiú ezzel szemben ridegen fogadja. Roger azt javasolja, hogy ők ketten dolgozzanak együtt Kira elfogásán, de Mello ezt visszautasítja. Évekkel később Near az Egyesült Államok támogatásával és tudva a Halállisták létezéséről megalapítja az SPK nevű egységet. Light és az eredeti nyomozócsapat még mindig a Kira ügyön dolgoznak. Hirtelen értesítik őket, hogy a rendőrfőkapitányt elrabolták és szabadságért cserébe a japánok kezében lévő Halállistát akarják. Kiderül, hogy az emberrablók vezetője Mello, aki a maffia segítségével akarja elkapni Kirát. Light a listával meggyilkolja a rendőrfőkapitányt, Mello ezért Light húgát, Szajut rabolja el. Mello ismét kapcsolatba lép a nyomozókkal, hogy tájékoztassa őket az új túszról. A hívását Los Angelesbe követik vissza, Light ezért L-ként az amerikaiak segítségét kéri. Meglepetésére Near, vagyis „N”, tudatja vele, hogy tisztában vannak azzal, hogy az első L halott. Lightot N kisugárzása azonnal L-re emlékezteti. |                                                 |                     |                      |
| 28 | Fejetlenség Sószó (焦燥; Hepburn: Shōsō)        | 2007. április 24.   | 2008. május 15.      |
| N biztosítja a második L-t, Lightot a teljes támogatásáról. Light és Misza Los Angeles-be megy, apja és a többi nyomozó másnap követik őket. A listát szállító Szóicsirót azonban Mello egy embere egy másik járatra kíséri, melyet eltérítenek. N műholdon keresztül követi az eseményeket. Szóicsirót a sivatag közepén teszik ki, ahol egy föld alatti bunkerban lebonyolítják a lista és Szaju cserjét, majd kijátszva a műholdas megfigyelést a lista eljut Mellohoz és bandájához. Nem sokkal ezután Near SPK csapattagjai egymás után kezdenek meghalni. N tudatja Lighttal, hogy lecsaptak az egységére és hogy az emberrabló feltehetően Mello volt, aki vele együtt szintén Kirát akarja felkutatni. Eközben a halálistenek világában Sidó a saját Halállistáját keresi, amit korábban Ryuk vett magához. |                                                 |                     |                      |
| 29 | Apa Csicsioja (父親; Hepburn: Chichioya)        | 2007. május 1.      | 2008. május 15.      |
| Sidó megtalálja Ryukot és visszaköveteli a listáját, aki azonban nem tudja hol van. Light megtudja, hogy Near, aki feltehetően N, és Mello ugyanabban az árvaházban nevelkedtek, amelyet Vatari alapított és mindketten L utódjelöltjei voltak. Így Lightnak gyakorlatilag ismét L-lel kell szembenéznie, akitől már azt hitte örökre megszabadult. Light Misza segítségével megtudja Mello bandájának búvóhelyének címét. Sidó ezen keresztül szintén eljut Mellohoz és listájához. Light lemond saját listájáról és Miszáét veszi magához, hogy ne vesszenek el emlékei. Misza Kiraként felhívja a nyomozókat, hogy tudassa velük, elküldte nekik saját listáját és, hogy abba minden maffiatagnak beírta a nevét, akik pontban november 10-én 23.59-kor fognak meghalni, ezért ekkor kell lecsapniuk rájuk. Szóicsiró megszerzi Ryuktól a halálistenek szemét, hogy jobban tudja segíteni az akciót. A támadás során Mello felrobbantja az egész rejtekhelyét, Szóicsiró pedig halálosan megsérül. A kórházban Light még megpróbálja felíratni apjával Mello valódi nevét a listára, de ez már nem sikerül neki. A Halállistát végül Sidó visszaveszi magához.                                                                                     |                                                 |                     |                      |
| 30 | Igazság Szeigi (正義; Hepburn: Seigi)           | 2007. május 8.      | 2008. május 22.      |
| Near a japán nyomozócsapat akciójából arra következtet, hogy azok együttműködnek Kirával, aki ebben az esetben a második L. Kiderül, hogy Mello túlélte a robbanást. Meglátogatja Neart, hogy visszaszerezze tőle az egyetlen fényképet, ami még létezik róla. Mello utalásai segítségével Near rájön, hogy a tizenhárom napos szabály hamis, mely egykor Lightot és Miszát tisztázta a gyanú alól. Mikor Near ismét kapcsolatba lép a japán nyomozócsapattal meghagyja neki, hogy ha bármelyikükben is felmerül a gyanú, hogy a második L maga Kira, nyugodtan hívják fel őt. Light ezért Kirakét felhívja az Egyesült Államok elnökét, hogy oszlassa fel az SPK egységet, különben megöli. Aizavában felébred a gyanú, hogy valóban Light lehet Kira. Eközben az SPK központját megrohanják Kira imádói és ostrom alá veszik az épületüket. Misza a tévén kövei az eseményeket, hogy ha Near kimenekülne az épületből azonnal felírhassa a nevét a listájára. |                                                 |                     |                      |
| 31 | Megbizatás Idzsó (移譲; Hepburn: Ijō)           | 2007. május 15.     | 2008. május 22.      |
| Miközben a tömeg tovább ostromolja az épületet hirtelen bankjegyek kezdenek hullani az égből, melynek hatására a csőcselék rögtön megfeledkezik eredeti céljukról és megpróbálnak inkább minél többet összeszedni a pénzből. Near és az SPK csapata a helyszínre érkező rohamrendőrök között elvegyülve észrevétlenül elhagyják az épületet, majd ismét értesítik Lightot és tájékoztatják a helyzetükről. Light üzenetet küld Miszának, hogy mondjon le a Halállista tulajdonjogáról és küldje azt el kiválasztottjának, egy Mikami Teru nevű férfinak. Aizava kapcsolatba lép Nearrel és beszámol gyanújáról, melyet később Lightnak is felfed. Emiatt át akarja kutatni Light és Misza közös lakását a Halállista után, amibe Light beleegyezik. A listát persze nem találják meg és már Misza is minden emlékét elveszítette róla. Eközben Mikami is elkezdett ítélkezni a bűnösök felett. |                                                 |                     |                      |
| 32 | Választás Szentaku (選択; Hepburn: Sentaku)     | 2007. május 22.     | 2008. május 29.      |
| Mikami Kira új szószólójának Takada Kijomit választja, miután a régivel ő maga végzett. Takada Light régi barátnője volt, amit Light arra akar felhasználni, hogy rajta keresztül tartsa a kapcsolatot Mikamival, kollégáit pedig meggyőzi, hogy a nőt a saját oldalukra tudja állítani. Light találkozik Takadával, közben a nőt felhívja Mikami is. Light átveszi tőle a telefont és rejtett utalásokkal, mivel a szobát kollégái megfigyelik, utasításokat ad kiválasztottjának. Miután Light „Kira utasításaira” eltávolítja az összes lehallgatót és kamerát a szobából, bevallja Takadának, hogy ő Kira és, hogy a nő legyen társa az új világ létrehozásában. |                                                 |                     |                      |
| 33 | Gúnykacaj Csósó (嘲笑; Hepburn: Chōshō)         | 2007. május 29.     | 2008. május 29.      |
| Near Japánba utazik. Miután megérkezik értesíti Lightot és megkéri, hogy Takadán keresztül értesítse Kirát arról, hogy az SPK Japánban van. Near biztos benne, hogy Kira meg fogja próbálni megölni őket, és éppen ezért fogják tudni elfogni őt. Light elfogadja Near kihívását. Near rájön, hogy Lighton kívül kell lennie még egy Kirának. Light Takadával való találkozói alatt papíron kommunikál vele, mivel a szobát társai lehallgatják. Azt kéri a nőtől, hogy mostantól ő ítélkezzen a bűnösök felett, amitől Takada hirtelen pánikba esik, de végül beleegyezik és értesíti Mikamit, hogy küldje el neki a lista néhány lapját. Eközben Near Takada új és régi műsoraiból kikövetkezteti, hogy Mikami a másik Kira. Misza eközben egyre féltékenyebb Takadára. Giovanni, az SPK egyik ügynöke követi Mikamit és tanúja lesz, ahogyan a férfi nyíltan neveket jegyez fel a listába. |                                                 |                     |                      |
| 34 | Vigyázó szemek Kosi (虎視; Hepburn: Koshi)      | 2007. június 5.     | 2008. június 5.      |
| Light következő találkozásukkor arra kéri Takadát, hogy tegyen úgy minta Kira ellen fordulna és az ő nyomozását kezdené támogatni. Aizava rájön, hogy Light és Takada írásban kommunikálnak. Értesíti Neart, aki viszont azt javasolja, hogy Aizava fejezze be a magánakcióit, mert az tönkreteheti az ő terveit. Néhány nappal később Near elraboltatja Miszát és Mogit, és azok beleegyezésével fogva tartja őket. Erről Lightot is értesíti, mondván az egész Kira elfogása érdekében történik. Giovanni tovább kövei Mikamit és miközben az elfoglalt, megérinti annak Halállistáját és rájön, hogy egyetlen halálisten sem követi a férfit. Near óvatosságból, mivel a lista 23 napig képes manipulálni az egyén cselekedeteit, Kira elfogását 24 nappal későbbre időzíti. |                                                 |                     |                      |
| 35 | Gyilkos szándék Szacui (殺意; Hepburn: Satsui)  | 2007. június 12.    | 2008. június 5.      |
| Near értesíti Lightot, hogy információi vannak és ezért személyesen kell találkozniuk. Near kijelöli a találkozó helyét és idejét, és azt szeretné, ha mindkét nyomozócsapat teljes létszámban megjelenne. Emellett még azt is szeretné, ha Light elhozná a japán rendőrség kezében lévő Halállistát is. Light beleegyezik, de rájön, hogy Near megfigyeli Mikamit és tisztában van annak kényszeresen pontos napirendjével, és ítélkezéseinek időpontjáról is. A beszélgetés végeztével mindkét fél biztos benne, hogy ő fog nyerni. Mello elrabolja Takadát, akinek azonban sikerül megölnie őt a lista egy darabjával, amit magánál tartott. Takada felhívja Lightot, hogy segítséget kérjen tőle. Light azt mondja a nőnek, hogy Mikamitól tudja meg az új áldozatok nevét és folytassa az ítélkezést. Mire rátalálnak Takadára a nő már halott. Kiderül, hogy Light felírta Takada nevét a listára, hogy az legyen öngyilkos és égessen fel mindent maga körül. |                                                 |                     |                      |
| 36 | 1.28 (január 28.) 1.28                          | 2007. június 19.    | 2008. június 12.     |
| Light és nyomozócsapata megérkeznek a találkozó helyére, ahol Near és csapata már a raktárban várják őket. Near a halott L álarcát viseli, mivel úgy véli Kira már mindannyiuk arcát látta, kivéve az övét, és ezért szeretne mindenkit fél órán át megfigyelni, hogy nem áll-e valaki a lista befolyása alatt. Az idő leteltével leveszi a maszkot és bejelenti, hogy már csak egyetlen személyre várnak, az általa X-Kirának nevezett Mikamira. Near azt mondja, hogy az illető be fog nézni az ajtón, hogy felírja mindannyiuk nevét a Halállistára és megölje őket. Akinek a neve nem fog szerepelni a listán, az logikus módon az első Kira. Mikami meg is érkezik és Light kivételével mindenkinek felírja a nevét a listájára. Macuda pánikba esik, de Near biztosítja, hogy egyikük sem fog meghalni, mivel kicseréltette Macuda Halállistájának lapjait. Light azonban felkészült erre a lépésre és még korábban utasította Mikamit, hogy az eredeti listát rejtse el és egy hamisat használjon, miközben az ítéletek valójában Takada hajtja végre. Végül Mikami belép a raktárba és bejelenti, hogy már csak 30 másodperc van hátra az életükből.                                                                                          |                                                 |                     |                      |
| 37 | Új világ Sinszekai (新世界; Hepburn: Shinsekai) | 2007. június 26.    | 2008. június 12.     |
| Light az utolsó másodpercben kijelenti, hogy ő győzött, de meglepetésére senki sem hal meg az idő lejárta után. Near elkoboztatja Mikamitól a listát és megmutatja, hogy az egyetlen név, amit Mikami nem írt bele, az Lighté. Near azt is elmondja, hogy rájött arra, hogy Mikami készített egy hamis listát is, de ők az eredetit is kicserélték. Light próbálja menteni a helyzetet, de már senki nem hisz neki. Végül színt vall és megpróbálja az órájába rejtett Halállista darabjára felírni Near nevét, de Macuda kilövi a kezéből. Light saját a vérével próbálja folytatni Near nevének felírását, és eközben több találat is éri. Súlyos sebei ellenére megpróbál elmenekülni, de nem jut messzire. Ryuk még az első találkozásukkor tett ígéretéhez híven ő maga írja fel Light nevét a saját listájára. |                                                 |                     |                      |

### Különkiadások
Két hónappal a sorozat utolsó epizódjának vetítése után, 2007. augusztus 31-én az NTV műsorra tűzte az animesorozat első 25 részét összefoglaló Death Note Rewrite című összefoglaló filmet. A 130 perces Rewrite a sorozat első felének összevágott jelenteit tartalmazta, kizárólag a fő cselekményre, Jagami Light és L párharcára szorítkozva. A film kerettörténetét Ryuk visszaemlékezése adja, amint a halálistenek világában egy másik, meg nem nevezett halálistennek meséli el földi tapasztalatait. Az összevágott epizódokon kívül a Rewrite több új jelenetet is tartalmazott, mint például Ryuk és az ismeretlen halálisten beszélgetését, a japán nyomozócsapat L sírjánál való megemlékezését és a Yotsuba csoport tagjainak halálát. Az NTV 2008. augusztus 22-én sugározta a sorozat második felét összefoglaló Death Note Rewrite 2 című különkiadást. Ellentétben az első filmmel, a Rewrite 2 már csak 94 perces volt és a visszatekintésnek nem Ryuk adta a kerettörténetét.
A két különkiadás nem rendelkezik főcímdallal. Az első rész megőrizte a feldolgozott epizódok Aluminia című zárófőcímdalát a Nightmare előadásában. A Rewrite 2 zárófőcímdala Taniucsi Hideki Light no engi című száma volt. A filmek Japánban 2008. március 19-én és november 21-én jelentek meg DVD-lemezen.
Magyarországon az első OVA-epizódot Death Note – Egy új világ istene címmel az Animax vetítette, először 2009. szeptember 20-án. A második OVA-epizód pedig Death Note – L örökösei címmel volt látható az Animaxen 2010. szeptember 26-án.
| # | Epizód címe                                                                                            | Első japán sugárzás | Első magyar sugárzás |
| - | --- | ------------------- | -------------------- |
| 1 | Death Note – Egy új világ istene Death Note Rewrite: Gensi szuru kami (DEATH NOTE リライト 幻視する神) | 2007. augusztus 31. | 2009. szeptember 20. |
| 2 | Death Note – L örökösei Death Note Rewrite 2: L vo cugu mono (DEATH NOTE リライト２ Lを継ぐ者)         | 2008. augusztus 22. | 2010. szeptember 26. |